# Ponte Darcy Castello de Mendonça
Il Ponte Darcy Castello de Mendonça, anche noto come il Terzo Ponte (in portoghese Terceira Ponte), è un ponte stradale sulla baia di Vitória che collega le città di Vitória e Vila Velha in Brasile.

## Storia
L'opera venne soprannominata Terzo Ponte in riferimento al fatto che era il terzo ponte, dopo il Ponte Florentino Avidos del 1928 e il Ponte do Príncipe del 1979, a essere costruito tra Vitória e Vila Velha.
Il ponte, la cui costruzione iniziò nel 1978 durante l'amministrazione del governatore Elcio Álvares interrompendosi nel 1980 per mancanza di risorse, venne inaugurato dal governatore Max Mauro il 23 agosto 1989.

## Descrizione
Il ponte è lungo 3,33 km e presenta una campata principale con un'altezza di 70 metri e uno spazio di 260 metri tra i due piloni, permettendo così l'accesso a navi di grandi dimensioni nella baia di Vitória.

## Galleria d'immagini

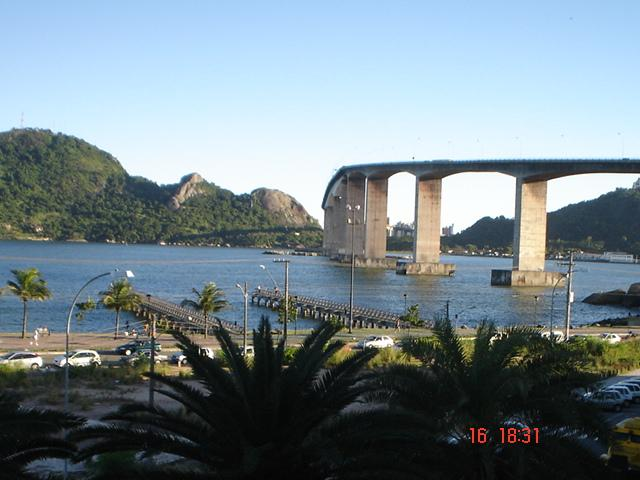
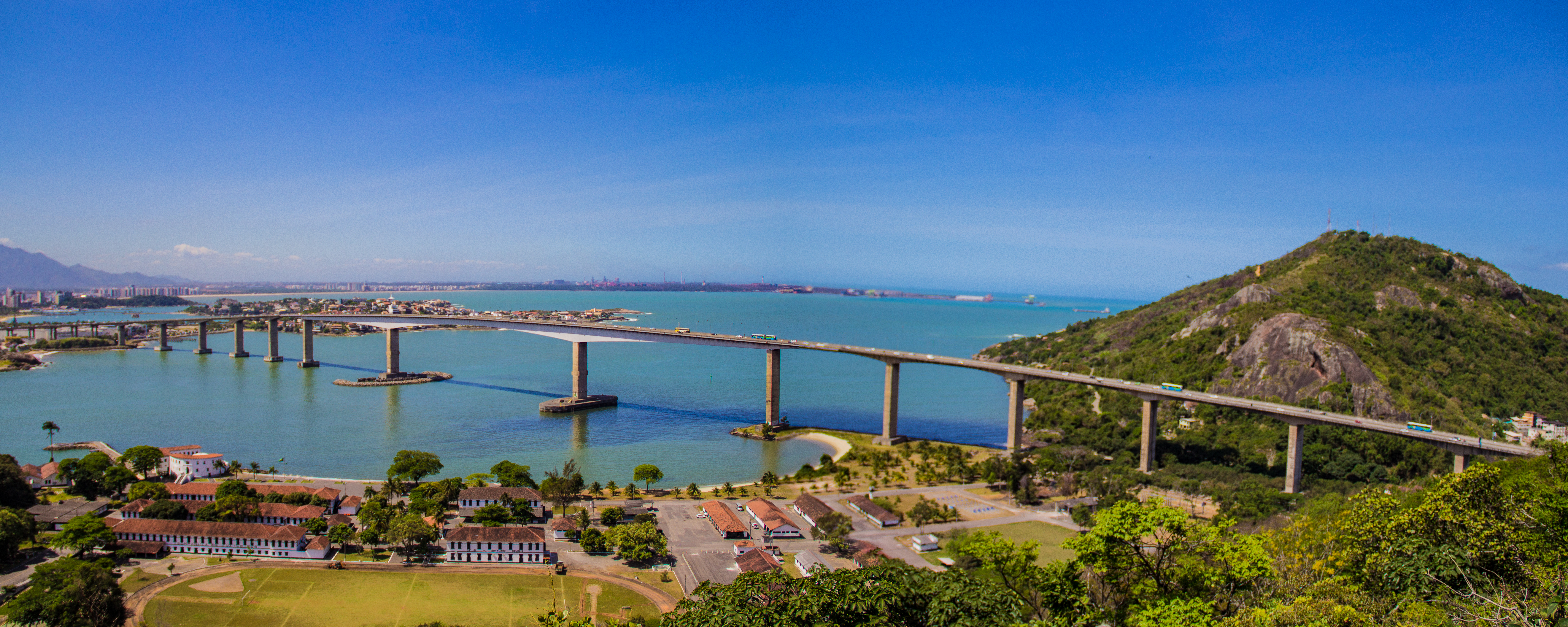
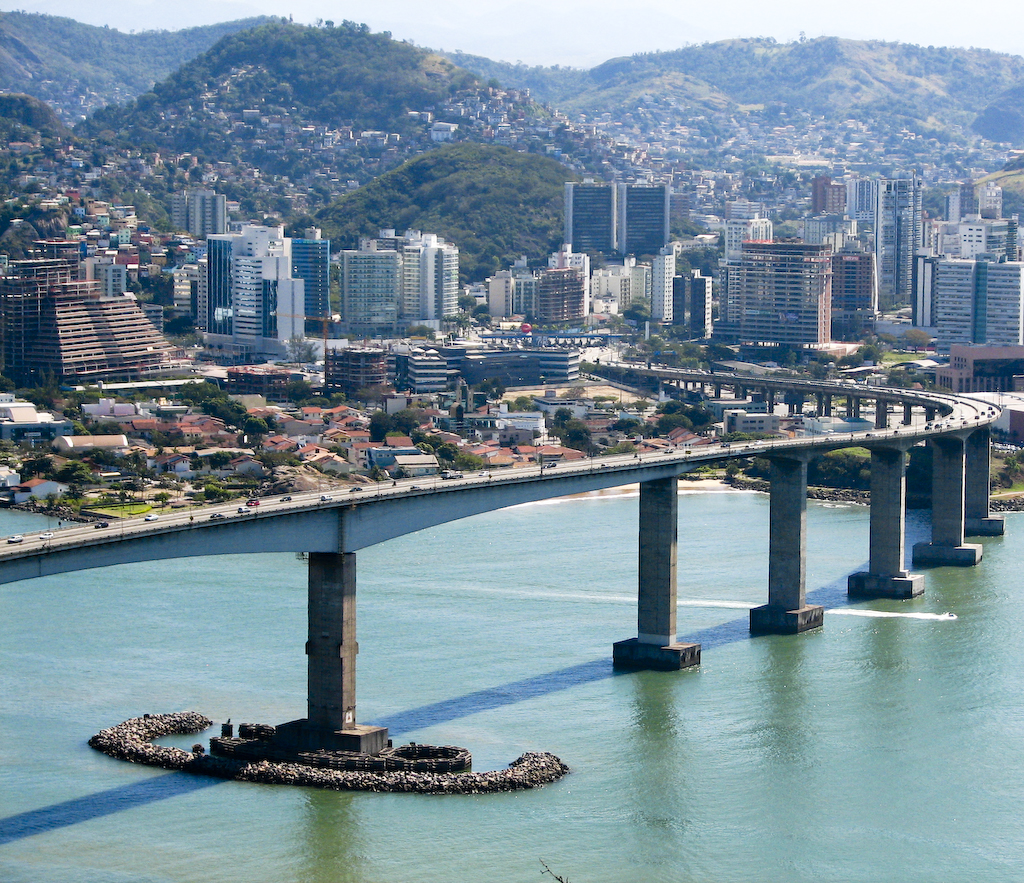